# 開歸陳許鄭道
開歸陳許鄭道，清朝设置的道，属于河南省。
顺治沿置明朝的分守大梁道，康熙元年（1662年）裁撤。康熙七年（1668年）复设，兼管全省驿盐事务。驻开封府。康熙二十二年（1683年），裁撤通省督粮道，改称分守開歸管理通省督粮道。雍正二年（1724年），下辖开封府、归德府、河南府、陕州、陈州、许州、禹州、郑州。雍正六年（1728年），兼水利衔。
雍正十三年（1735年）五月改分巡管河兵备道设立分巡开归道，分巡开封府、归德府、陈州、许州。河南府、陕州归属河陝汝道。原分守大梁道改为分守粮驿盐道，不再分守分巡地方。乾隆十三年（1748年）为分巡河南開歸陳許道兼管通省兵备河道，按察使司副使衔。驻开封府，下辖开封府、归德府、陳州府、許州直隶州。光绪三十年（1904年），增辖郑州直隶州，改为開歸陳許鄭道。宣统三年（1911年），称分巡河南開歸陳許鄭等处兼理河务兵备道，民国改为豫东道。